# توشا یوانویچ
توشا یوانویچ (انگلیسی: Toša Jovanović؛ ۲۱ مهٔ ۱۸۴۵ – ۵ فوریهٔ ۱۸۹۳) بازیگر اهل صربستان در طول سده ۱۹ میلادی بود.